# Eberhard Weber

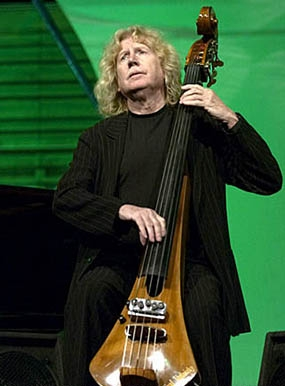
Eberhard Weber en Lucerna, Suiza.

Eberhard Weber (22 de enero de 1940, Stuttgart): contrabajista y compositor alemán. Como contrabajista, Eberhard Weber es conocido por su timbre y su fraseo, muy característicos. Las composiciones de Weber mezclan el jazz de cámara, la música clásica europea, el minimalismo y el ambient, y se consideran como representativas del sonido de la casa ECM Records.

## Biografía
Además de seguir su carrera musical, ha trabajado durante muchos años como director de teatro y televisión. 
Sus primeras grabaciones datan de comienzos de la década de los 60. 

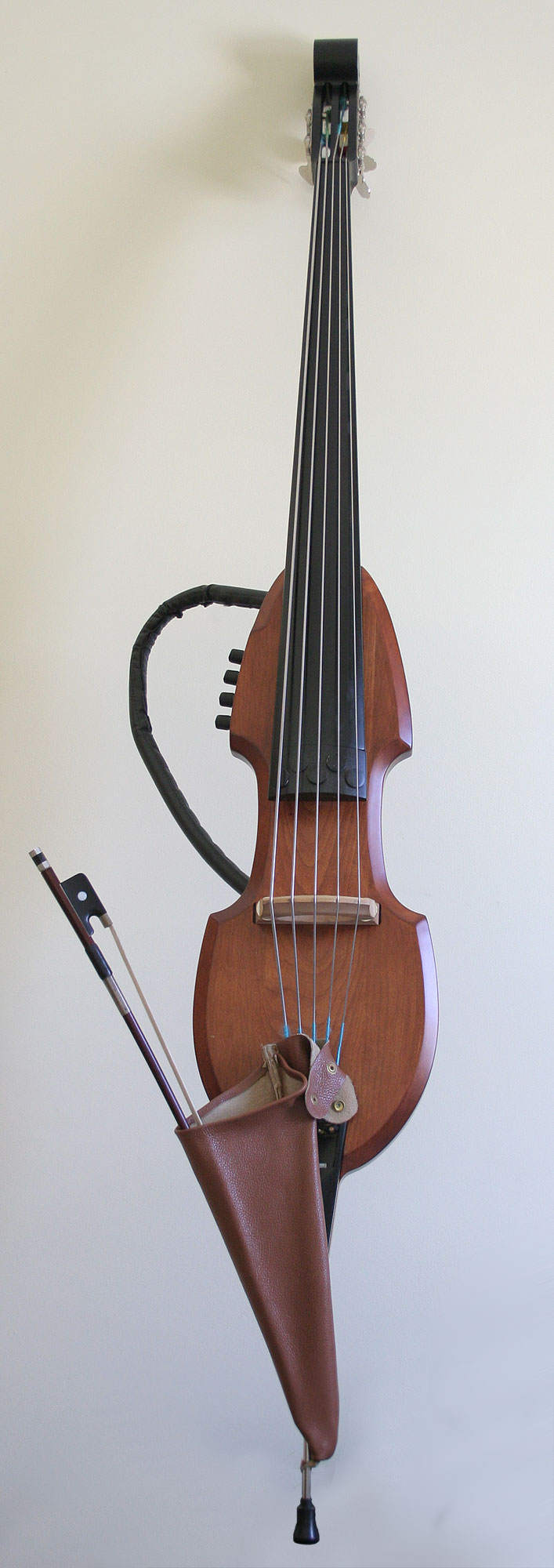
Aria SWB 02/5 5 string EUB: Contrabajo que tocaba Eberhard Weber.

Es de su invención un contrabajo que puede usarse de la manera convencional o electrificado, modalidad esta última de la que es un claro y temprano exponente desde principios de los 70.
Sus obras, a menudo de aire melancólico, suelen tener como base patrones sencillos (con frecuencia ostinati), pero presentan una organización de alto nivel en su colorido y prestan mucha atención a la intensidad musical.
Desde principios de los 60 hasta los de los 70, su principal asociación musical fue con el pianista Wolfgang Dauner. Fueron muy variados sus trabajos en conjunto: desde jazz de la corriente principal hasta experimentos de vanguardia, pasando por el jazz-rock. En esa etapa, también hizo conciertos y grabó con los pianistas Hampton Hawes y Mal Waldron, los guitarristas Baden Powell de Aquino y Joe Pass, la orquesta de Mike Gibbs y el violinista Stéphane Grappelli.
Publicó el primer disco a su nombre, "Colours of Chloë" (ECM 1042), en 1973, y desde entonces ha publicado otros 10 más, todos en ese mismo sello. La asociación con ECM le llevó también a trabajar con otros artistas de esa misma casa, como Gary Burton ("Ring" en 1974 y "Passengers" en 1976), Ralph Towner ("Solstice" en 1974 y "Sound and Shadows" en 1977), Pat Metheny ("Watercolors" en 1977) y Jan Garbarek (9 álbumes desde 1978 hasta 1998).
A mediados de los 70, formó su propio grupo, Colours, con Charlie Mariano (saxo soprano , flautas), Rainer Brüninghaus (piano, sintetizador) y Jon Christensen (batería). Tras el primer disco del cuarteto, "Yellow Fields" (1975), Christensen fue reemplazado por John Marshall, que había formado parte de Soft Machine. El grupo Colours llevó a cabo una buena tanda de giras y grabó dos discos más, "Silent Feet" (1977) y "Little Movements" (1980), antes de disgregarse.
Desde principios de los 80, Weber ha trabajado a menudo con la cantante y compositora británica Kate Bush: ha prestado su arte con el contrabajo en cuatro de los cinco últimos álbumes de estudio de esta artista: "The Dreaming" (1982), "Hounds of Love" (1985), "The Sensual World" (1989) y "Aerial" (2005).
A lo largo de esa misma década, salió de giras con el grupo de jazz y jazz-rock de Barbara Thompson: Paraphernalia. También ha sido miembro del United Jazz + Rock Ensemble.
Desde principios de los 90, ha descendido considerablemente la frecuencia de sus conciertos y de sus grabaciones (sólo dos discos a su nombre han salido desde 1990). Con todo y con eso, su grabación "Endless Days", del 2001, tal vez sea la más lograda de las interacciones entre la música clásica y el jazz, un verdadero epítome del llamado jazz de cámara. Su principal actividad concertística en esta etapa ha sido como miembro del grupo de Jan Garbarek. El último disco publicado a nombre de Eberhard Weber es "Stages of a Long Journey", una colección de grabaciones en directo hechas en marzo del 2005 con ocasión de su 65º cumpleaños en la que puede oírsele con Gary Burton, Wolfgang Dauner, Jan Garbarek y la Orquesta Sinfónica de la Radio de Stuttgart.
En junio del 2007, se informó al público de que Eberhard Weber había sufrido un accidente cerebrovascular. Hoy en día, se halla incapacitado para tocar.
Le fue otorgado el premio Albert Mangelsdorff en noviembre del 2009. Ese mismo mes, la casa ECM publicó una caja con los discos de Colours de los años 70.

## Vínculos con la literatura
Al menos en cinco ocasiones, Weber ha titulado composiciones suyas y algunos álbumes con expresiones extraídas de la obra "La colina de Watership", de Richard Adams:"Eyes That Can See in the Dark", del álbum "Silent Feet", más la pieza que le da título;"Often in the Ope", del álbum "Later That Evening";"Quiet Departure", del álbum "Fluid Rustle", más la pieza que le da título.